# 大宮理容美容専門学校
大宮理容美容専門学校（おおみやりようびようせんもんがっこう）は、埼玉県さいたま市大宮区にある私立専修学校。運営母体は、学校法人藤森学園。2004年開校。旧称にハンサム銀座理容美容専修学校（ハンサムぎんざりようびようせんしゅうがっこう）。

## 概要
所在地は、埼玉県さいたま市大宮区桜木町4丁目92番地
- NPO法人日本ネイリスト協会認定校。
- JMA日本メイクアップ技術検定協会認定校。
- 日本エステティック協会公認理美容学校。
- 一般社団法人日本パーソナルカラリスト協会団体校。

## 沿革
- 2004年（平成16年）- 「ハンサム銀座理容美容専修学校」として設立。
- 2018年 - 大宮理容美容専門学校に改称。

## 設置コース
- 昼間専門課程
  - 理容科（2年制）
  - 美容科（2年制）
- 通信教育課程
  - 理容科（3年制）
  - 美容科（3年制）

## 取得できる資格・免許状

### 理容科
- 理容師国家試験受験資格

### 美容科
- 美容師国家試験受験資格